# Застава Индонезије
Застава Индонезије се састоји из две боје које су хоризонтално постављене. Горњу половину заставе заузима црвена боја а доњу бела. Ова застава се базира на застави Мајапахитског царства из тринаестог века. Званично је усвојена 17. августа 1945. године. Црвена боја на застави представља храброст а бела духовни елеменат.
Слична је застави Пољске и Сингапура, а идентична је као и застава Монака (једина разлика је у размери).